# Antonio van Diemen

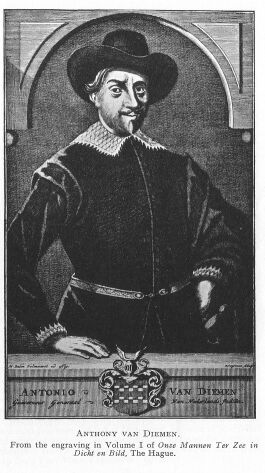
Antonio van Diemen

Antonio van Diemen, även känd under namnen Antonius, Anthony eller Anthonie, född 1593 i Culemborg, död 19 april 1645 i Batavia (nuv. Jakarta), var generalguvernör för Nederländska Ostindien mellan 1636 och 1645. Han gav namn till nuvarande Tasmanien, som tidigare hette Van Diemensland.

## Bakgrund
Van Diemen föddes i Culemborg i Nederländerna, son till borgmästaren Bartholomeus van Diemen och Elisabeth Hoevenaar. 1616 etablerade han sig som köpman i Amsterdam. Där fick han anställning av Ostindiska kompaniet och seglade till Batavia, huvudstad i Nederländska Ostindien.
Guvernören Jan Pieterszoon Coen utsåg honom till generaldirektör för handel och medlem i det ostindiska rådet 1626. 1630 gifte han sig med Maria van Aels och återvände året därpå till Nederländerna med amiralsgrad ombord på fartyget Deventer. 1632 återvände han till Batavia, och blev 1635 utnämnd till generalguvernör för Holländska Ostindien, ett ämbete som han tillträdde från årsskiftet 1636.
Under sina nio år som generalguvernör lyckades van Diemen befästa Nederländernas ställning i kolonierna och bättra på kompaniets affärer. Han utsträckte sin makt till hela kompaniets asiatiska verksamhet, och lyckades även etablera Nederländerna på Ceylon.
Särskilt namnkunnig har van Diemen blivit för sina insatser för utforskningen av de australiska territorierna. Han anlitade Frans Visscher för att planlägga expeditionerna. Visscher framlade tre olika rutter i augusti 1642, och van Diemen sände ut Abel Janszoon Tasman med uppdrag att undersöka den sydliga kontinenten.
I november 1642 landade Tasman på västkusten på nuvarande Tasmanien och rundade därefter öns södra delar. Tasman sände ut en landstigningsexpedition i Blackman Bay på en halvö på sydöstra delen av ön. Styrkan reste sin flagga och träffade på de första infödingarna. Tasman, som trodde sig ha upptäckt en stor och okänd landmassa, uppkallade det nya landet efter sin välgörare: Van Diemens land. När britterna började kolonisera landet 1803 behöll de namnet. I England kom namnet att ge obehagliga associationer på grund av de stränga straffkolonier som upprättades i Port Arthur och Macquarie Harbour.
Då Tasmanien, som tidigare hade förvaltats från New South Wales, bröt sig loss 1855 beslöt det lokala styret att slopa det besudlade namnet och valde att istället namnge ön efter dess egentlige upptäckare, Tasman. Trots detta kallades tasmanerna ända fram till sekelskiftet för "vandemonier".
Antonio van Diemen avled i april 1645 i Batavia. Ostindiska kompaniet gav en stor pension till hans änka, som återvände till moderlandet. Hennes namn lever kvar än idag i form av Kap Maria van Diemen på norra Nya Zeeland, uppkallad efter henne av Tasman 1643, såväl som i form av ön Maria, utanför Tasmaniens östkust.